# Evaporimetro

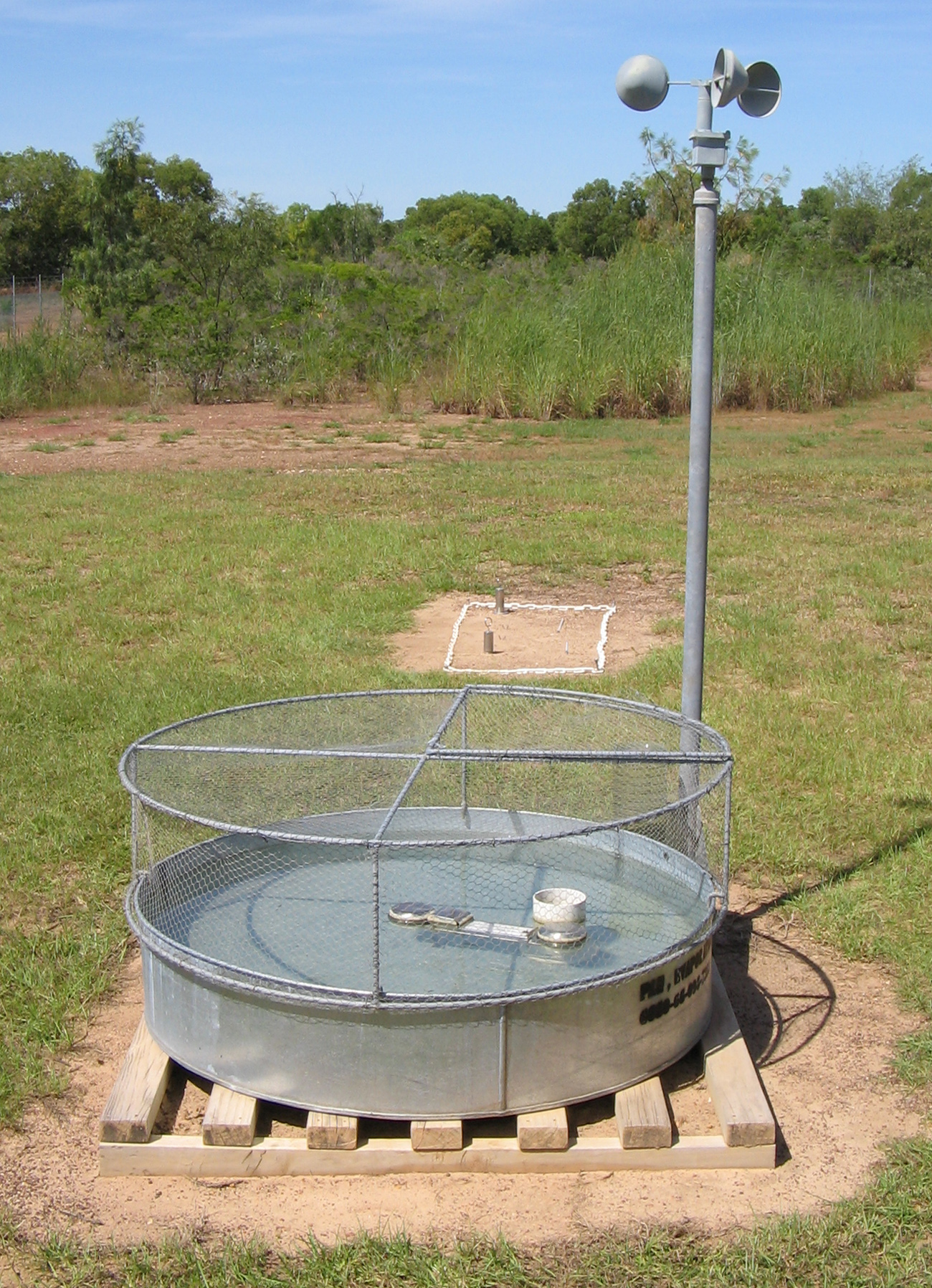
Evaporimetro di classe A

L'evaporimetro o atmometro o vasca evaporimetrica è un dispositivo impiegato in meteorologia per la misura dell'intensità di evaporazione atmosferica.

## Generalità
Gli evaporimetri sono usati in idrologia per studiare la dinamica dei flussi di evaporazione. In agrometeorologia sono usati per stimare l'evapotraspirazione ai fini della determinazione dei consumi idrici delle coltivazioni, per scopi sia scientifici sia applicativi. 

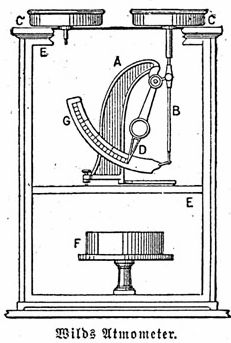
Atmometro

Esistono diversi tipi di evaporimetri. A rigore gli atmometri misurano l'evaporazione da una superficie porosa mantenuta costantemente umida, mentre gli evaporimetri e le vasche evaporimetriche misurano l'abbassamento del livello di uno specchio d'acqua contenuto in un recipiente di fattura e dimensioni standard. La variabile rilevata è l'evaporato, espresso in millimetri e riferito all'unità di tempo (ora, giorno).

## Atmometro di Bellani
Consiste in un recipiente cilindrico graduato, alto circa 30 cm che alimenta per mezzo di un tubo di suzione una superficie evaporante costituita da un disco di ceramica porosa. Il dispositivo viene disposto a circa 120 cm dal piano di campagna. È usato soprattutto nelle stazioni agrometeorologiche in Canada.

## Atmometro di Livingston
È costituito da una sfera porosa mantenuta piena d'acqua distillata e alimentata tramite una cannuccia da un tubo graduato. L'evaporazione attraverso la superficie porosa della sfera richiama acqua dal tubo graduato nel quale si rileva l'abbassamento di livello.

## Atmometro di Piche
È un dispositivo costituito da un tubo a U con il braccio più lungo chiuso all'estremità e fornito di una scala graduata. Il braccio lungo alimenta quello più corto, la cui estremità è chiusa da un disco di carta assorbente da cui evapora l'acqua. Lo strumento è posizionato all'ombra. È utilizzato soprattutto in Francia.

## Evaporimetro di classe A

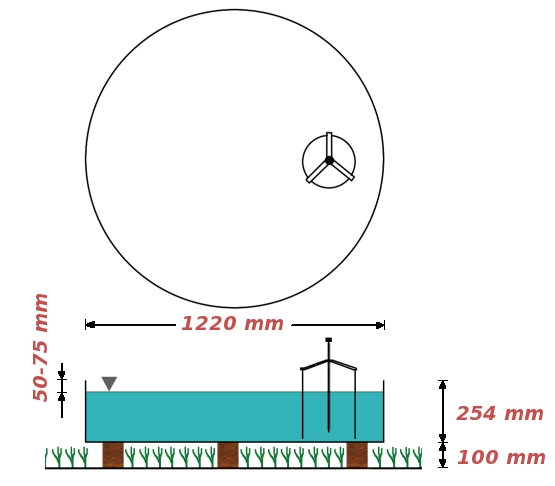
Evaporimetro di classe A

È una vasca evaporimetrica usata in agrometeorologia per la stima dell'evapotraspirazione. Consiste in una vasca circolare in acciaio anodizzato, di dimensioni standard (1220 mm di diametro e 254 mm di altezza). Il dispositivo si posiziona in genere in un prato di graminacee, eventualmente in una stazione di rilevamento agrometeorologico, su un basamento di legno a 10 cm di altezza dal suolo.
La vasca contiene acqua, con la superficie libera mantenuta a 50–75 mm dal bordo (in genere si ripristina il livello una volta al giorno). È provvista di un pozzetto di calma nel quale si rileva quotidianamente l'abbassamento del livello per mezzo di una vite micrometrica o di un sensore elettrico, questa misurazione va poi corretta con il Kp (coefficiente di vasca) che varia a seconda dell'ambiente in cui si trova(arido, umido, semiarido).

## Evaporimetro Colorado
È una vasca evaporimetrica meno usata rispetto al tipo precedente. Consiste in una vasca quadrata di 92 cm di lato e profonda 46 cm, interrata rispetto al piano di campagna.